# 課題婚
課題婚（かだいこん）（課題婚型神話）とは、世界各地に見られる神話・説話の類型の一である。難題婚（なんだいこん）ともいう。
男性が他地に赴いてそこの女性に一目惚れし、これを得ようとして、女性の親（またはそれに類する者。女性自身の場合もある）から難題を課せられ、女性などの助けを得て難題を克服し、親の許しを得て結婚するというものである。
日本神話では、大国主の神話において、大国主がスセリビメを得るためにスサノオから難題を課せられ、スセリビメの協力によってそれを克服するという説話がある。
また竹取物語ではこれの変種として、難題を嘘で解決しようと試みる五人の公達が登場する筋立てがある。
小野小町が深草少将に課した百夜通いも同様である。
フィンランドの民族叙事詩カレワラでは、ワイナミョイネンの1度目のポポヨラ行のとき、イルマリネンの2度目のポポヨラ行のときにそれぞれこの型が見られる。前者ではワイナミョイネンは単独でこれに挑み、失敗する。後者では嫁に解決法を聞くことでこれを克服する。
スコットランドのエルフィンナイトおよびそれを元にしたイギリスのスカボロー・フェアの二つのバラッドの内容もこれに当たる内容である。
アラビアン・ナイトの語り部であるシェーラザードは王の悪習を阻止すべく妃に立候補し婚姻の契りを交わす前に夜伽話として1001夜の物語を語る筋書である。